# Anacruse

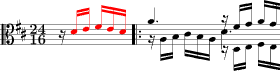
Anacruse, BWV 736

Anacrusa (do grego anakrusis) ou prótese, é a nota ou sequência de notas que precedem o primeiro tempo forte do primeiro compasso de uma música. Os guias de estilo ocidentais de notação musical costumam incluir a recomendação de que, quando a música se inicia com anacruse, o compositor (ou copista) deve remover um número correspondente de tempos do último compasso da partitura para manter o número de compassos da peça em um número inteiro. Essa regra vale sobretudo para músicas curtas ou repetitivas como hinos com várias estrofes como o exemplo em baixo, em sinfonias e outras obras maiores o compasso final é geralmente inteiro independente do primeiro.

## Exemplos
Podemos ter, por exemplo, uma música em tempo quaternário simples (4/4) cujo primeiro compasso possui somente 1, 2 ou 3 tempos. Os tempos ausentes (inexistentes no primeiro compasso) podem surgir no final da frase musical ou no último compasso da própria música, ou ainda, não ser compensados. No entanto, não é bom construir anacruses mais compridas do que a metade do compasso. Se antes do primeiro compasso se encontram notas que envolvem mais da metade do compasso, este compasso deve ser notado como compasso acéfalo, Nesse caso o compasso começa com pausas para ser um compasso completo, e ele deve ser considerado como primeiro compasso da música. Se o compasso começa com a primeira nota no primeiro tempo, ele é completo e é chamado tético (do grego thetikós, próprio para colocar).

## Anacruse no sentido mais amplo
Por exemplo, se um maestro fala para a orquestra: "Comecemos em compasso 57 com anacruse" ele quer que se comece uma ou mais notas antes, onde se encontra uma cesura (incisão) na música. No exemplo em cima se poderia pedir para começar em compasso 9 com anacruse, então com a nota Dó em cima do texto "Ó".